# Dicranella borgeniana
Dicranella borgeniana là một loài Rêu trong họ Dicranaceae. Loài này được (Hampe) A. Jaeger ex Paris mô tả khoa học đầu tiên năm 1896.